# Pseudochazara aurantiaca
Pseudochazara aurantiaca är en fjärilsart som beskrevs av Otto Staudinger 1871. Pseudochazara aurantiaca ingår i släktet Pseudochazara och familjen praktfjärilar. Inga underarter finns listade i Catalogue of Life.